# Wohn- und Geschäftshaus Bahnhofstraße 27

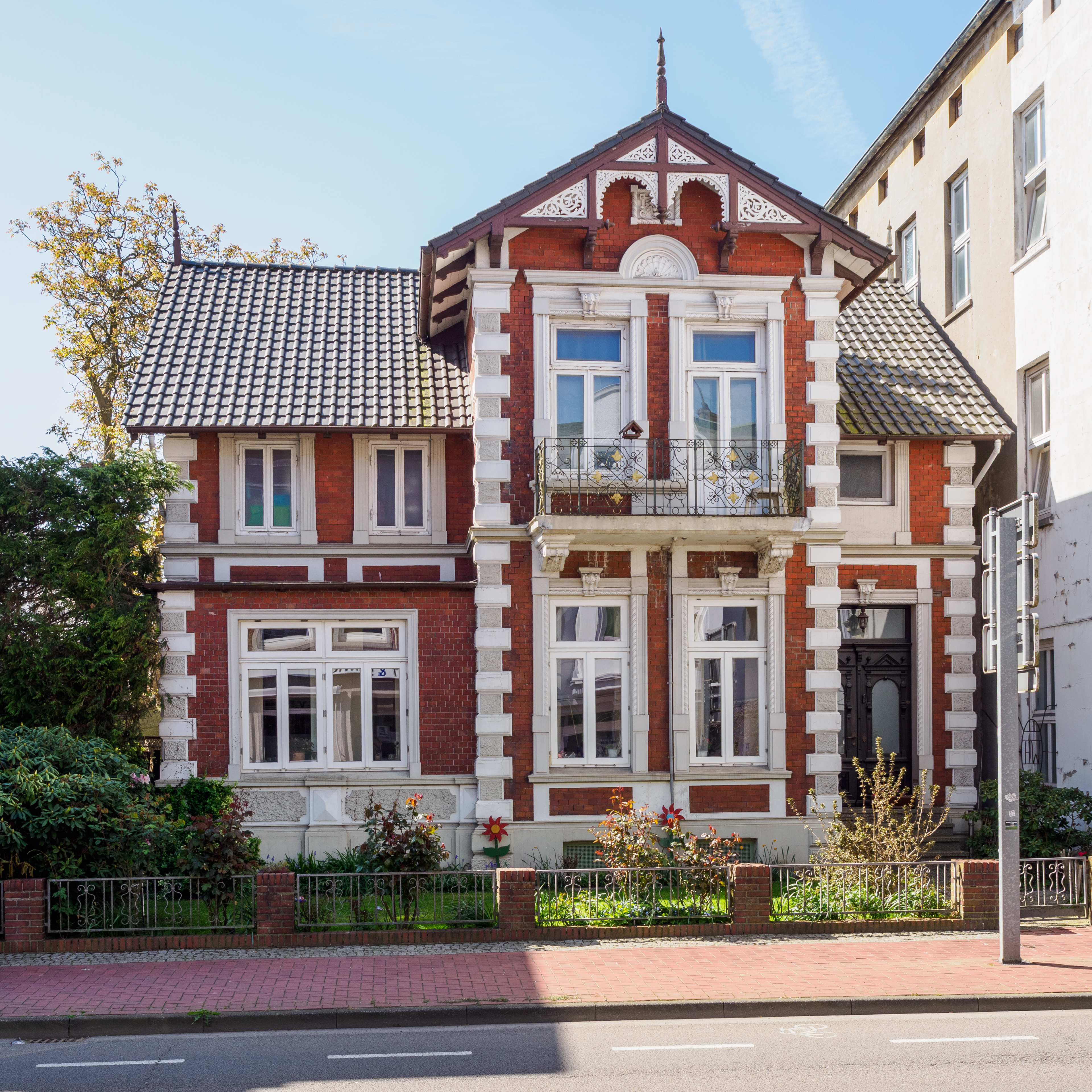
Nordenham, Bahnhofstr. 27

Das Wohn- und Geschäftshaus Bahnhofstraße 27 im niedersächsischen Nordenham im Landkreis Wesermarsch stammt vom Ende des 19. Jahrhunderts.

Aktuell (2023) wird es als Wohn- und Bürohaus genutzt.
Das Gebäude steht unter Denkmalschutz (siehe auch Liste der Baudenkmale in Nordenham).

## Beschreibung und Geschichte
Das zweigeschossige traufständige historisierende verklinkerte Gebäude auf einem Kellersockel, mit Satteldach, Giebelrisalit mit Schwebegiebel, Giebelspieß, Balkon und gusseisernem Gitter, rechteckigen gerahmten Öffnungen sowie markanter Quaderung der Ecken stammt vom Ende des 19. Jahrhunderts. 1919 erwarb der Unternehmer (Viehtransport sowie Auktions- und Bankhaus) Heinrich Meyer das Haus und erweiterte bzw. veränderte seine Unternehmensbereiche (Baulandbeschaffung, Verpachtung, Verkauf und Dienstleistungen im Immobilienbereich). Die Firma Meyer & Wettermann verlegte 2009 ihren Hauptsitz.
Das Landesdenkmalamt befand zur Bedeutung: „… geschichtlich, wissenschaftlich …“